# アーシャルデザイン
株式会社アーシャルデザイン（英: A-cial Design Co.,Ltd）は、体育会学生、アスリート特化型の採用サービス「Athelete Agent」をはじめとした「アスリート×ITエンジニア」スキルシェアサービス「Athlete Agent-TECH」を提供する企業。
2021年10月時点で従業員数は140名。

## 概要
体育会学生やアスリートを中心とする人材の採用支援事業を行っており、新卒向け人材紹介、転職者向け人材紹介、アスリート⼈材向けプログラミング教育 /スキルシェアサービスの3事業をメインで展開している。

## 沿革
- 2014年10月 - 代表取締役の小園翔太が株式会社アーシャルデザインを創立。
- 2017年2月 - FC町田ゼルビアの2017シーズンのユニフォームスポンサーに就任[1]。
- 2017年4月 - 3人制プロバスケットボールチーム「SEALS.EXE」のユニフォームスポンサーに就任[2]。
- 2017年9月 - 代表取締役の小園翔太が元プロ野球選手（読売ジャイアンツ入団）の中畑清が司会の千葉テレビ「燃える男 中畑清の1.2.3 絶好調！」に出演[3]。
- 2017年9月 - GIGで制作した「Athlete Agent」のランディングページがDAAとCSS WINNERに選出[4]。
- 2017年12月 - YouTube公式チャンネル開設。元総合格闘家大山峻護、元J3プロサッカー選手三原亮太、元テコンドー日本チャンピオン瀧澤亮、元女子プロテニスプレーヤー長谷川梨紗らが出演[5]。
- 2018年3月 - ゼビオ主催「アスリートのアスリートによるアスリートのための就職会議」に北島康介や代表小園らが登壇[6]。
- 2018年5月 - アスリートライブスタジオを開催（登壇者： 元Jリーガーの嵜本晋輔、元全日本女子バレーボール選手大山加奈、総合格闘家大山峻護、元バレーボール、元プロビーチバレー選手大山未希、元ハンドボール日本代表キャプテン 東俊介）[7]。
- 2018年8月 - 講談社のサッカー漫画 『GIANT KILLING』との期間限定コラボ[8]。
- 2018年10月 - 元日本代表選手鈴木隆行氏と元鹿島アントラーズ奥野僚右を迎え、サッカースクール事業「株式会社SAMURAI（サムライ）」をグループ会社として設立[9]。
- 2018年12月 - 平成30年度「東京都スポーツ推進企業」に認定される[10]。
- 2019年2月 - 株式会社ジェブエンターテイメントとの業務提携を開始[11]。
- 2019年4月 - 社外CBO（Chief Branding Officer：最高ブランド責任者）に、元ハンドボール日本代表主将・東俊介就任[12]。
- 2019年7月 - 本社オフィスを代々木に移転[13]。
- 2019年12月 - 株式会社オープンセサミが運営するトップアスリートの引退後を描いたWEBメディア「表彰台の降り方。」を事業譲受[14]。
- 2020年5月 - 実業団駅伝チーム「AthleteAgent RUNNING TEAM」を創設。監督には八木勇樹が就任[15]。
- 2020年5月 - クラウドファンディングでコロナで活動自粛の体育会学生に向けたプロジェクト「体育会Instagram写真展」の取り組みをスタート。
- 2020年9月 - 「アスリート×ITエンジニア」スキルシェアサービス「Athlete Agent-TECH」開始[16]。
- 2020年10月 - CBO東俊介がHEROsLABのイベントに登壇[17]。
- 2020年12月 - NGT48の西村菜那子とアスリートエージェントランニングチーム監督の八木勇樹との対談記事が朝日新聞にて掲載[18]。
- 2021年2月 - 代表取締役の小園翔太の2021年4月から発足した新実業団チームアーシャルデザインが描く「アスリートの可能性」についてのインタビュー記事が朝日新聞に掲載[19]。
- 2021年4月 - 業界初のアスリートエンジニアスキルシェアサービス「Athlete Agent-TECH」が、6ヶ月で9,000名の採用応募数を獲得[20]。
- 2021年5月 - クラウドファンディンでコロナで活動自粛の体育会学生へ「部活動で輝いている写真」をフォトパネルとして提供[21]。
- 2021年7月 - 起業家機構・EO (Entrepreneurs’ Organization)の日本支部EO Tokyo Centralの年間売上増加率（設立10年未満部門）において、成長率第一位の年間アワードを受賞[22]。
- 2021年8月 - 東京きらぼしフィナンシャルグループの傘下にあるきらぼしコンサルティングとビジネスマッチング契約[23]。
- 2021年8月 - 引退後のセカンドキャリアを考えるアスリートへ【セカンドキャリア窓口】を開設[24]。
- 2021年9月 - 代表取締役の小園翔太の取材記事が、金融総合専門誌「ニッキン」に掲載[25]。
- 2021年9月 - まん福ホールディングス株式会社 代表取締役(元ゼビオ株式会社の代表取締役) 加藤智治が就任[26]。
- 2021年9月 - 【実業団駅伝チーム”アスリートエージェントランニングチーム”×アンダーアーマー】パートナーシップ契約を締結[27]。
- 2021年9月 - ITエンジニアを2年で5倍に増やす計画を日本経済新聞にて発表[28]。
- 2021年10月 - 「週刊エコノミスト」“挑戦者2021”にて代表取締役の小園翔太のインタビュー記事が掲載[29]。

## A-cialDesign グループ・関連企業
- (株)SAMURAI:元代表選手、Jリーガーによるサッカースクール事業